# Penya Blaugrana (Viladecans)
Penya Blaugrana és una obra del municipi de Viladecans (Baix Llobregat) inclosa en l'Inventari del Patrimoni Arquitectònic de Catalunya.

## Descripció
Es tracta d'una casa de planta baixa i terrat precedida per un pati. La façana principal té la porta d'accés i tres finestres, i la façana lateral té tres finestres més. Totes les obertures de la façana principal tenen arc guardapols i coronament mixtilini. En canvi les de la façana lateral només mostren arc guardapols.
El terrat és tancat per baranes de ferro encastades en pilars d'obra.
A l'interior, els arcs de les portes són denticulats i es conserva tot el paviment originari, amb decoracions vegetals.

## Història
La casa fou construïda el primer quart del segle xx.
Grup de socis que tenen per objectiu fomentar, coordinar i canalitzat l'amistat entre els socis del FC Barcelona amb origen des del 1990 però no fou fundada fins ben entrat el 1992.